# Megan Gould
Megan Gould ist eine US-amerikanische Geigerin.
Gould studierte Geige an der Indiana University und Musikethnologie mit Schwerpunkt auf der Musik des Mittleren Ostens an der Universität London. In London war sie Schülerin des ägyptischen Geigers Ahmed Mukhtar und spielte klassische persische Musik mit dem Naghmeh Ensemble. Sie trat in Paris, London, Budapest Kopenhagen und Dubai, in der Carnegie Hall, dem Kennedy Center und dem Lincoln Center auf und wirkte an Aufnahmen und Soundtracks u. a. von Philip Glass, Yungchen Lhamo, Bassam Saba, Natalie Merchant, Nico Muhly, Ani Difranco und Lou Reed mit.
Zu ihren zahlreichen Bühnenpartnern zählen David Burne, John Mellencamp, Sean Lennon und Donovan, die Jazzmusiker Fabian Almazan, Wayne Horvitz und Jenny Scheinman, der griechische Komponist Giannis Markopoulos und die griechischen Sänger Alkistis Protopsaltis, Kostas Makedonas und Vasilis Papakonstantinou. Sie ist u. a. Mitglied in Yo Yo Mas Silk Road Ensemble, stellvertretende musikalische Leiterin in Bassam Sabas New York Arabic Orchestra, Erste Geigerin in Fabian Alazans Rhizome Ensemble, Stimmführerein der Zweiten Geigen im Bard Conductor’s Institute Orchestra und Geigerin der griechischen Band Mikrokosmos und des Maeandros Ensemble.

## Weblink
- Website von Megan Gould (englisch)